# Hylomys parvus
Espèce
Statut de conservation UICN

 VU B1ab(iii) : Vulnérable
Hylomys parvus ou gymnure nain est une espèce de petit mammifère insectivore de la famille des Erinaceidae. Elle fait partie des gymnures (Galericinae), une variante asiatique de hérissons sans piquants. Cette espèce est plus petite que ses semblables et ne se trouve que sur l'île de Sumatra.

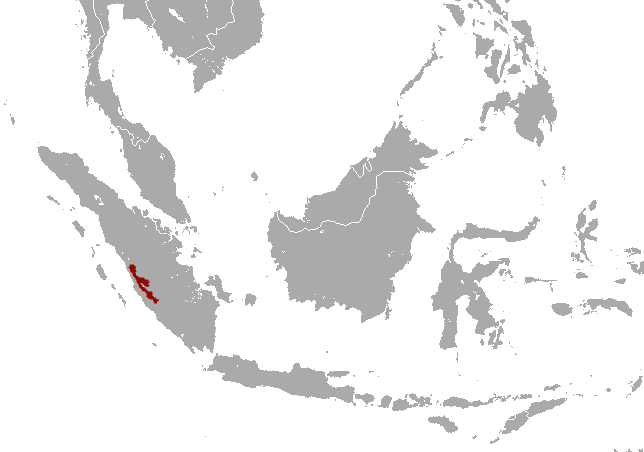
Aire de répartition d'Hylomys parvus, le gymnure nain